# Осиек
Осиек (на хърватски: Osijek) е град в Хърватия, в историческата област Славония. Градът е разположен на десния бряг на река Драва, близо до вливането ѝ в Дунав. Към 2021 г. населението на Осиек наброява 96 848 души. Това го прави четвърти град по големина в страната. Градът разполага с университет и е административен център на Осиешко-баранска жупания.

## Икономика
Осиек е известен с производството на коприна, млекопреработването и свободната икономическа зона в района на града. Въпреки това нивото на безработицата е високо.

## Личности, родени в Осиек
- Йосип Щросмайер (1815 – 1905), католически епископ
- Иван Хайтъл (1918 – 2005), киноартист
- Давор Шукер (р 1968 г.), футболист

## Побратимени градове
Осиек е побратимен с:
- Будапеща, XIII квартал, Унгария
- Лозана, Швейцария
- Марибор, Словения
- Нитра, Словакия
- Печ, Унгария
- Пфорцхайм, Германия
- Плоещ, Румъния
- Тузла, Босна и Херцеговина
- Призрен, Косово

- Кино „Урания“ в Осиек
- Табела с побратимените градове на Осиек